# Bloemendaal
Bloemendaal este o comună și o localitate în provincia Olanda de Nord, Țările de Jos.

## Localități componente
Bennebroek, Bloemendaal, Aerdenhout, Bloemendaal aan Zee, Overveen, Vogelenzang.